# Hemmendorf (Untermerzbach)
Hemmendorf ist ein Gemeindeteil der Gemeinde Untermerzbach im unterfränkischen Landkreis Haßberge in Bayern.

## Geografie
Das Straßendorf liegt im östlichen Teil des Landkreises auf einer Terrassenkante am rechten Itzufer, etwa fünf Kilometer östlich von Ebern. Die Kreisstraße HAS 52 von Untermerzbach nach Gleusdorf führt durch den Ort.

## Geschichte
Der Ortsname geht wohl auf den ersten Siedler Heimo zurück. Eine Siedlung wurde vermutlich im 11./12. Jahrhundert angelegt. Die erste Erwähnung folgte 1225 als „Heimendorf“, dem Kloster Banz zugehörig.
Unter der Dorfherrschaft der Herren von Lichtenstein wurde 1528 die Reformation eingeführt. Im Verlauf der Gegenreformation wählten die Einwohner den Coburger Herzog Albrecht als Schutzherren gegen die Hochstifte Würzburg und Bamberg.
Im Jahr 1800 hatte Hemmendorf als reicher evangelischer Ort 93 Einwohner in 14 Häusern. An der Itz befanden sich zwei Getreidemühlen. 1818 entstand der Gemeindeverband Gleusdorf, bestehend aus dem Kirchdorf Gleusdorf, dem Weiler Hemmendorf und der Einöde Landsbach. 1862 wurde Gleusdorf in das neu geschaffene bayerische Bezirksamt Ebern eingegliedert, wo es zum Landgericht Baunach gehörte. 1868 wurde Hemmendorf durch einen Brand fast völlig zerstört. Es folgte die Neuanlage des Straßendorfes.
1871 hatte Hemmendorf 71 Einwohner. Die evangelische Bekenntnisschule und die Pfarrei befanden sich im 1,0 Kilometer entfernten Lahm.
Im Jahr 1900 zählte die 717,56 Hektar große Landgemeinde Gleusdorf 67 Wohngebäude und 289 Einwohner, von denen 194 Katholiken, 87 evangelisch und 8 Juden waren. Das evangelisch geprägte Hemmendorf hatte 76 Einwohner und 15 Wohngebäude. 1925 lebten in Hemmendorf 65 Personen in 11 Wohngebäuden. 1950 hatte der Ort 117 Einwohner und 13 Wohngebäude. Er gehörte zum Sprengel der katholischen Pfarrei Mürsbach. Im Jahr 1961 zählte Hemmendorf 72 Einwohner und 14 Wohngebäude. Die Schule befand sich in Lahm. 1970 waren es 72 und 1987 49 Einwohner sowie 15 Wohngebäude mit 17 Wohnungen.
Am 1. Juli 1972 wurde der Landkreis Ebern aufgelöst und die Gemeinde Gleusdorf kam zum Haßberg-Kreis. Am 1. Mai 1978 folgte die Eingliederung der Gemeinde Gleusdorf nach Untermerzbach und Hemmendorf wurde ein Gemeindeteil der Gemeinde Untermerzbach.

## Baudenkmäler

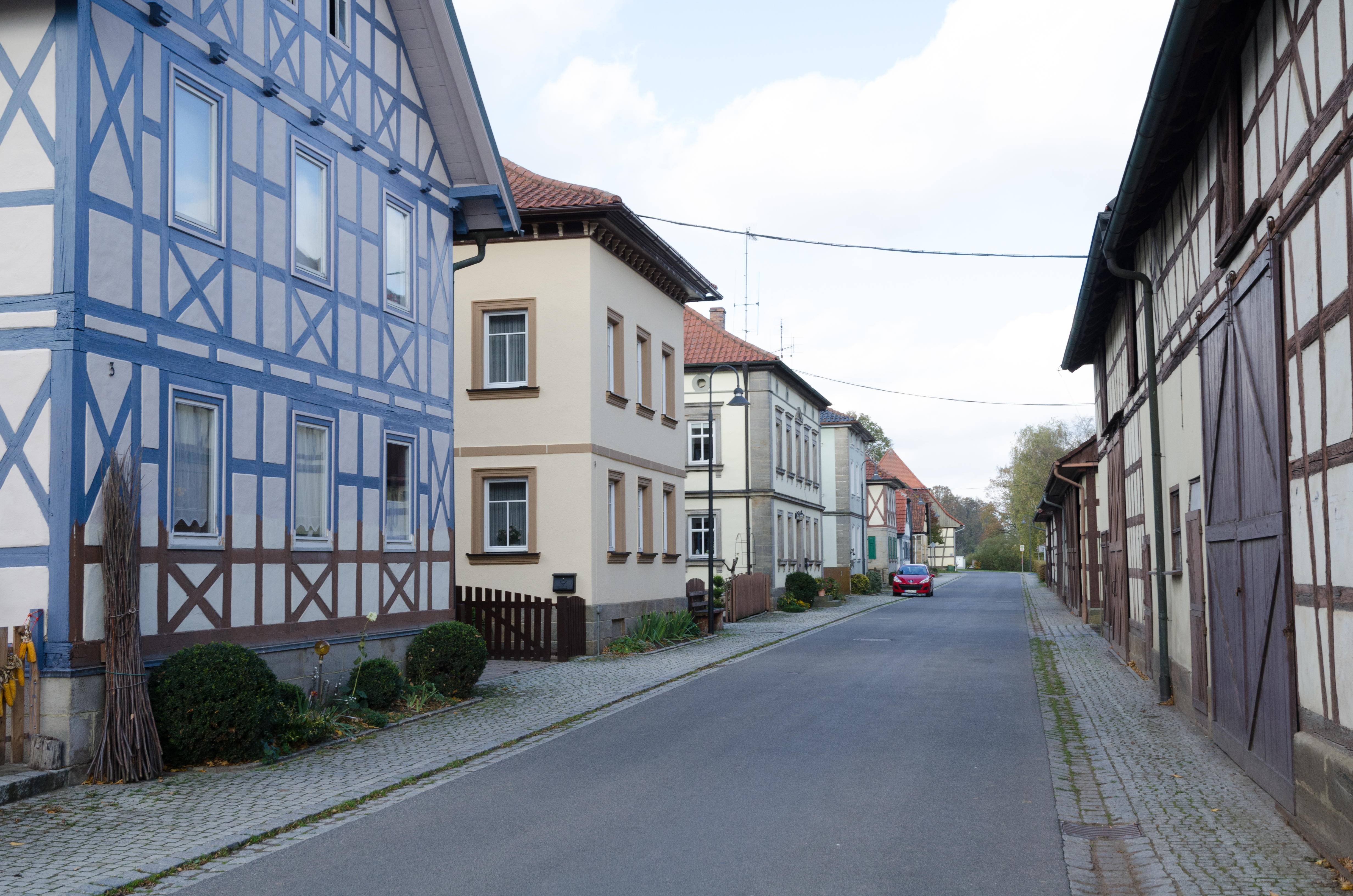
Ensemble

- Die Dorf- und Durchgangsstraße ist mit einer geschlossenen traufständigen Scheunenreihe auf der Ostseite und gegenüberstehend mit den Hauptgebäuden der Bauernhöfe, meist zweigeschossige, verputzte Walmdachhäuser, bebaut. Sie zeigt das historische Straßenbild.
- Das Hauptgebäude der Mühle Hemmendorf ist spätklassizistisch gestaltet und stammt aus der Mitte des 19. Jahrhunderts. Es ist eine repräsentative, dreigeschossige Zweiflügelanlage. Die Mühle war bis 1962 mit zwei Steinmahlgängen und drei Walzenstühlen in Betrieb. Die Einrichtung aus dem Jahr 1900 ist komplett erhalten.

In der Bayerischen Denkmalliste sind insgesamt acht Baudenkmäler aufgeführt.